# Martin Reim
Martin Reim (Tartu, 14 de maio de 1971) é um futebolista e treinador de futebol estoniano, considerado um dos melhores jogadores de seu país. Atualmente treina a Seleção Estoniana.
Fez fama no Flora Tallinn, onde teve duas passagens: entre 1992 e 1999 e entre 2001 e 2008, quando seu contrato expirou. É o recordista de partidas disputadas pelos Triibulised: 385 no total.
Jogou ainda por VAZ/Žiguli Tallinn, Sport Tallinn, Norma Tallinn, Lelle, Kotkan TP e Tervis Parnu. Após 3 anos parado, voltou a jogar em 2012, no Viimsi MRJK, onde atuou em 47 jogos. Atualmente, joga pelo Viimsi JK, time da Segunda Divisão, em paralelo com o cargo de treinador da Seleção Estoniana, pela qual é o recordista de jogos disputados: 157 partidas. Em 15 anos de carreira internacional, marcou 14 gols. Logo após o 157º jogo pela Estônia, contra a Guiné Equatorial, em junho de 2009, Reim encerrou sua carreira aos 38 anos.
Foi por alguns meses o jogador que disputou mais partidas por uma seleção sem ter disputado uma Copa do Mundo e também o jogador com mais jogos disputados por uma seleção europeia; no final de 2009, o letão Vitālijs Astafjevs o ultrapassou.

## Carreira de treinador
Entre 2010 e 2012, Reim foi treinador do Flora, clube pelo qual se destacou em sua carreira de jogador. Após uma sequência de fracos resultados, perdeu o emprego em outubro de 2012. No mesmo ano, foi escolhido como técnico da Seleção Estoniana sub-18. Desde setembro de 2016, é o treinador da equipe principal, tendo a missão de classificá-la à Copa de 2018.